# الطبل (بعدان)

تعديل مصدري - تعديل

الطبل محلة تابعة لقرية سارة، التابعة لعزلة المشكي بمديرية بعدان إحدى مديريات محافظة إب في الجمهورية اليمنية، بلغ تعداد سكانها 152 حسب تعداد اليمن لعام 2004.